# Lijst van beelden in Heemstede
Dit is een (onvolledige) chronologische lijst van beelden in Heemstede. Onder een beeld wordt hier verstaan elk driedimensionaal kunstwerk in de openbare ruimte van de Nederlandse gemeente Heemstede, waarbij beeld wordt gebruikt als verzamelbegrip voor sculpturen, standbeelden, installaties, gedenktekens en overige beeldhouwwerken.
Voor een volledig overzicht van de beschikbare afbeeldingen zie: Beelden in Heemstede op Wikimedia Commons.
| Geplaatst | Omschrijving                       | Kunstenaar                           | Straat                               | Plaats    | Materiaal                                            | Afbeelding |
| --------- | ---------------------------------- | ------------------------------------ | ------------------------------------ | --------- | ---------------------------------------------------- | ---------- |
| 1734      | Ariadne                            | Jan van Logteren                     | Herenweg, bij Huis te Manpad         | Heemstede |                                                      |            |
| 1734      | Bacchus                            | Jan van Logteren                     | Herenweg, bij Huis te Manpad         | Heemstede |                                                      |            |
| ?         | Kindergroep                        | Jan van Logteren                     | Glipper Dreef, bij huis Meer & Bergh | Heemstede |                                                      |            |
| ?         | De roof van Proserpina             | Jan Claudius de Cock                 | Glipper Dreef, bij huis Meer & Bergh | Heemstede |                                                      |            |
| 1907      | Borstbeeld van Carl Linnaeus       | Willem Retera (naar (P.C. De Preter) | Herenweg, landgoed Hartekamp         | Heemstede | brons                                                |            |
| 1918      | Knielende arbeiders                | Dirk Wolbers                         | Bronsteeweg                          | Heemstede |                                                      |            |
| 1929      | Monument voor Jan Lambrecht Zegers | Harm Korringa                        | Achterweg 5                          | Heemstede | obernkirchener zandsteen, baksteen en gewapend beton |            |
| 1936      | De bron                            | Hendrik van den Eijnde               | Bronsteebrug                         | Heemstede |                                                      |            |
| 1968      | Twee bokspringende jongens         | Kees Verkade                         | Julianaplein                         | Heemstede | brons                                                |            |
| ?         | Rechthoek                          | Frans Paul Hage                      |                                      | Heemstede |                                                      |            |